# US Rumelange
Die US Rumelange (lëtzebuergesch US Rëmeleng, deutsch US Rümelingen) ist ein Fußballverein aus dem luxemburgischen Ort Rümelingen.

## Geschichte
Der Verein wurde am 1. Oktober 1907 unter seinem heutigen Namen gegründet. Während der deutschen Besatzung im Zweiten Weltkrieg ab 1940 hieß der Verein FV Rümelingen. 1944 erfolgte die Rückbenennung in US Rumelange.
In den 1960er und 1970er Jahren nahm der Verein zweimal am Europapokal der Pokalsieger und zweimal am UEFA-Pokal teil.
In der Saison 2008/09 belegte Rümelingen als Aufsteiger den 12. Platz in der BGL Ligue, weshalb der Verein in einem Barragespiel gegen den 3. der Ehrenpromotion, den FC 72 Erpeldingen, antreten musste. Da er dieses Barragespiel mit 2:0 gewann, sicherte sich der Verein den Klassenerhalt.
In der Saison 2009/10 stieg Rümelingen als 13. direkt in die Ehrenpromotion ab. Nach dem sofortigen Wiederaufstieg in die BGL Ligue als Zweitplatzierter der Ehrenpromotion folgte am Ende der Saison 2011/12 der erneute Abstieg.
In der Saison 2012/2013 schaffte man mit einem 2. Platz wieder den direkten Aufstieg in die Nationaldivision. Trotz des Klassenerhalts wurde Trainer Sébastien Alliéri am Ende der Saison 2013/14 entlassen. Wenige Tage danach verpflichte man Carlo Weis als Trainer. Zur Saison 2015/16 wechselte Carlo Weis zum Ligakonkurrenten Jeunesse Esch. Das Amt des Cheftrainers übernahm Marc Birsens. Birsens trat im Februar 2016 aus persönlichen Gründen zurück. Assistenzcoach Christian Joachim wurde sein Nachfolger.
Nachdem in der Saison 2016/17 der abermalige Abstieg in die Ehrenpromotion feststand, führte der neue Trainer Sven Lorscheider die Mannschaft zum direkten Wiederaufstieg in die BGL Ligue. Nach der 0:7-Niederlage bei Fola Esch am 20. Spieltag der Saison 2018/19 trat Lorscheider von seinem Amt zurück. Bis zum Saisonende übernahm Vereinspräsident Gérard Jeitz zum dritten Mal seit 1992 den Trainerposten, konnte den erneuten Abstieg jedoch nicht abwenden.

## Erfolge
- Luxemburger Pokalsieger: 1968, 1975
- Luxemburger Vizemeister: 1968, 1970, 1972
- Meister der Ehrenpromotion: 1964, 1982, 1999, 2008

## Ehemalige Spieler
| - Stefano Bensi (2006–2009) - Marc Birsens (2000–2002) - Manuel Cardoni (1990–1992, 2006–2008) - Jean-Louis Chapelot (1984–1989) - Joël Kitenge (2017–2018) |

## Europapokalbilanz
| Saison  | Wettbewerb                  | Runde    | Gegner              | Gesamt    | Hin     | Rück      |
| ------- | --------------------------- | -------- | ------------------- | --------- | ------- | --------- |
| 1968/69 | Europapokal der Pokalsieger | 1. Runde | Sliema Wanderers    | (a)2:2(a) | 2:1 (H) | 0:1 (A)   |
| 1970/71 | Messestädte-Pokal           | 1. Runde | Juventus Turin      | 00:11     | 0:7 (A) | 0:4 (H)   |
| 1972/73 | UEFA-Pokal                  | 1. Runde | Feyenoord Rotterdam | 00:21     | 0:9 (A) | 00:12 (H) |
| 1975/76 | Europapokal der Pokalsieger | 1. Runde | FK Borac Banja Luka | 01:14     | 0:9 (A) | 1:5 (H)   |

Gesamtbilanz: 8 Spiele, 1 Sieg, 7 Niederlagen, 3:48 Tore (Tordifferenz −45)